# Papyrus 2
Papyrus 2 Gregory-Aland mærket(signum) med ({\displaystyle {\mathfrak {P}}}2), er et tidlig skrift fra Det Nye Testamente på Græsk. Det er et papyrus manuskript med et indhold fra Johannesevangeliet og på bagsiden et uddrag af Lukasevangeliet på koptisk. Manuskriptet er via dets Palæografi er blevet anslået til at stamme fra det 6. århundrede. 

Manuskriptet bliver opbevaret på Det Egyptiske Museum (Inv. no. 7134) i Firenze.